# Episodi di Cowboy Bebop

Copertina del primo DVD della prima edizione italiana dell'anime

Questa è la lista degli episodi di Cowboy Bebop, serie televisiva anime prodotta da Sunrise e diretta da Shin'ichirō Watanabe. Inizialmente trasmessa dal 3 aprile al 19 giugno 1998 da TV Tokyo solo in maniera parziale (gli episodi 2, 3, 7-15, 18 più uno speciale) poiché ritenuta eccessivamente violenta, i rimanenti episodi furono in seguito trasmessi dal canale satellitare WOWOW tra il 23 ottobre 1998 e il 23 aprile 1999.
Peculiarità dei 26 episodi (indicati come "Session") di cui è composta la serie è il titolo, rigorosamente in inglese, portmanteau tra un genere musicale e un termine astronomico, quando non addirittura richiamante il titolo di un qualche brano. Al termine di quasi ogni puntata inoltre, su sfondo nero, compare la scritta "See You Space Cowboy..." come saluto rivolto agli spettatori. A tale consuetudine fanno eccezione dieci episodi, nello specifico le Session: 3 (Easy Come, Easy Gone...), 11 (The End), 12 (To Be Continued), 13 (Do You Have a Comrade?), 15 (Sleeping Beast), 17 (Life Is But a Dream), 22 (See You Space Samurai...), 24 (See You Cowgirl, Someday, Somewhere), 25 (To Be Continued) e 26 (You're Gonna Carry That Weight).
L'edizione italiana è stata prodotta dalla Dynamic Italia e trasmessa su MTV all'interno dell'Anime Night. La messa in onda si svolse dal 21 ottobre 1999 al 4 maggio 2000 all'interno dello slot dalle ore 21:00 alle 21:30. Dal 9 aprile al 28 agosto 2003 l'editore ha fatto uscire la serie in una raccolta di sei DVD, ognuno contenente dai cinque ai quattro episodi. Questa stessa edizione è stata raccolta in un box di quattro DVD e pubblicata a partire dal 12 dicembre 2005 dalla Shin Vision, con il titolo di Cowboy Bebop Complete Edition. Nel 2010 la Dynit è rientrata in possesso dei diritti sull'opera e ne ha curato un'edizione rimasterizzata in due cofanetti, intitolati Cowboy Bebop Ultimate Edition e pubblicati il 28 luglio 2010. Nel 2015, Dynit ha commercializzato un altro cofanetto contenente la serie in formato Blu-ray Disc.
La colonna sonora di Cowboy Bebop è stata composta da Yōko Kanno ed è stata registrata dal gruppo musicale jazz/blues The Seatbelts. La opening utilizzata è la canzone Tank!, composta da Kanno e suonata dai Seatbelts. La sigla di chiusura usata nella maggior parte degli episodi è The Real Folk Blues, composta da Kanno con i testi di Yūho Iwasato, suonata dai Seatbelts e cantata da Mai Yamane; la ending del 13º episodio è Space Lion, composta da Kanno e suonata dai Seatbelts, mentre quella dell'ultimo episodio è Blue, composta da Kanno con i testi di Tim Jensen, suonata dai Seatbelts e cantata da Mai Yamane.

## Lista episodi
| Nº | Titolo italiano Giapponese 「Kanji」 - Rōmaji | In onda                     | In onda          |
| Nº | Titolo italiano Giapponese 「Kanji」 - Rōmaji | Giapponese                  | Italiano         |
| 1  | Asteroid Blues 「アステロイド・ブルース」 - Asuteroido Burūsu | 23 ottobre 1998 (TV WOWOW)  | 21 ottobre 1999  |
| 1  | Spike Spiegel, con un mazzo di fiori in mano, aspetta qualcuno sotto la pioggia nei pressi di una chiesa. Dopo che la campana suona il ragazzo si allontana malinconico e vengono mostrate delle immagini relative a una sparatoria a cui ha preso parte. Tre anni dopo Spike, divenuto un cacciatore di taglie, si reca sulla colonia asteroidale di Tijuana assieme al suo partner Jet Black, alla ricerca di Asimov Solensan; bandito ricercato per aver rubato un carico di droga nota come Red Eye (chiamata così perché assunta come collirio) al cartello criminale presso cui era impiegato e ora intento, assieme alla sua compagna Katerina, a cercare di vendere la refurtiva di modo da poter abbandonare l'asteroide e fuggire in latitanza. Mentre Asimov prova a vendere la sostanza in un locale viene attaccato dai suoi ex-colleghi, che riesce a uccidere grazie alla droga che assume. Spike riesce a localizzare il criminale dopo aver casualmente incontrato Katerina e, nel combattimento che ne consegue, gli sottrae parte della refurtiva prima che possa fuggire, in modo da costringerlo a tornare da lui per recuperarla. Durante la trattativa però, i due vengono interrotti dagli ex-compagni di Asimov, e il criminale e Katerina sono costretti a una rovinosa fuga, conclusa dalla donna con l'uccisione di Asimov, per mettere fine alle tribolazioni dell'amato (divenuto dipendente dal Red Eye) e nella quale trova la morte anche lei. Rimasti a mani vuote Spike e Jet si mettono nuovamente in viaggio a bordo del Bebop. Note: La sceneggiatura dell'episodio è di Keiko Nobumoto, il nome del ricercato allude al noto scrittore di fantascienza Isaac Asimov. |                             |                  |
| 2  | Stray Dog Strut 「野良犬のストラット」 - Nora inu no Sutoratto | 3 aprile 1998 (TV Tokyo)    | 28 ottobre 1999  |
| 2  | Spike e Jet fanno rotta su Marte alla ricerca di Abdul Hakim, ricercato per il furto di una preziosa cavia da laboratorio: un welsh corgi pembroke dall'intelligenza accresciuta. La loro missione è tuttavia complicata dal fatto che Abdul abbia da poco cambiato aspetto tramite la chirurgia plastica; motivo per il quale i due finiscono per assalire casualmente persone ritenute sospette. Inoltre Hakim perde la valigia in cui trasportava l'animale che, per una serie di coincidenze, finisce in possesso dei due cacciatori di taglie. Nel frattempo sul pianeta giungono anche gli scienziati responsabili delle sperimentazioni illegali, desiderosi di far sparire la cavia per non essere incriminati. Gli eventi degenerano in un rocambolesco inseguimento che culmina nell'arresto di Hakim e degli scienziati da parte delle forze dell'ordine locali mentre Spike e Jet, ignari del valore economico del cane, decidono di tenerlo con sé battezzandolo Ein. Note: La sceneggiatura dell'episodio è di Michiko Yokote, il titolo fa riferimento al brano Stray Cat Strut degli Stray Cats. |                             |                  |
| 3  | Honky Tonk Women 「ホンキィ・トンク・ウィメン」 - Honkii Tonku Wimen | 10 aprile 1998 (TV Tokyo)   | 4 novembre 1999  |
| 3  | Faye Valentine, provocante giocatrice d'azzardo compulsiva, indebitata fino al punto da avere una taglia sulla testa, viene costretta da Gordon, direttore di un casinò spaziale in combutta con la malavita, a operare per lui lo scambio di un microchip rubato. Faye si traveste dunque da croupier e si posiziona al tavolo del blackjack, nella stessa sera in cui Spike e Jet tentano la loro fortuna al casinò. Per uno sfortunato malinteso, Spike scambia la sua normale fiche con quella dell'effettivo compratore di Gordon, nella quale era nascosta la tecnologia; ne scaturisce così una rissa con le guardie del casinò, culminante con la fuga dei due cacciatori di taglie e della truffatrice, ora nelle mire dell'uomo. Spike e Jet, presa in custodia Faye e venuti a conoscenza della sua taglia, vengono abbordati dagli uomini di Gordon. Jet, scoperta la vera natura della fiche, propone loro di cederla in cambio di denaro; durante la trattativa Faye, liberatasi, si impossessa del denaro e fugge danneggiando l'astronave del casinò, cosa che permette ai due cacciatori di taglie di fuggire. Note: La sceneggiatura dell'episodio è di Ryota Yamaguchi e Keiko Nobumoto, il titolo fa riferimento al brano Honky Tonk Women dei Rolling Stones. |                             |                  |
| 4  | Gateway Shuffle 「ゲイトウェイ・シャッフル」 - Geitowei Shaffuru | 13 novembre 1998 (TV WOWOW) | 18 novembre 1999 |
| 4  | Dopo aver perso al gioco tutti i soldi rubati in precedenza ed essere rimasta a secco di carburante nei pressi di Giove, Faye tenta di rimediare un passaggio per Ganimede dalle astronavi passanti per quella rotta; il caso vuole tuttavia che i primi a raccoglierla siano proprio Spike e Jet, intenti a trasportare alla polizia ganimedea "Twinkle" Maria Murdock, leader del gruppo ecoterroristico degli Space Warriors. I due prendono nuovamente sotto custodia la giocatrice d'azzardo, al fine di incassare anche la sua taglia, tuttavia scoprono che gli ecoterroristi hanno convinto la popolazione del satellite a far ritirare la taglia pendente sulla testa del capo degli estremisti, su minaccia di rilasciare nell'atmosfera il Monkey Business, un'arma biologica capace di reintegrare il 2% di differenza tra DNA umano e di scimpanzé avviando così un processo di involuzione. Impossibilitati a fare altrimenti, Spike e Jet liberano la criminale che, poco dopo, decide di liberare comunque il virus su Ganimede come dimostrazione di forza, cosa che porta il governo del satellite a riufficializzare la sua taglia. Saputo della cosa, i due cacciatori di taglie si alleano con Faye e si lanciano all'inseguimento degli Space Warriors nello spazio a differenza di fase, in cui intrappolano gli ecoterroristi che, di conseguenza, rimangono esposti al loro stesso virus. A fine missione, Faye si autoinvita a rimanere sul Bebop come socia dei due. Note: La sceneggiatura dell'episodio è di Sadayuki Murai, il nome del virus è un riferimento al brano Monkey Business degli Skid Row. |                             |                  |
| 5  | Ballad of Fallen Angels 「堕天使たちのバラッド」 - Datenshi-tachi no baraddo | 20 novembre 1998 (TV WOWOW) | 25 novembre 1999 |
| 5  | Mao Yenrai, capo del Red Dragon Crime Syndicate, viene assassinato da uno dei suoi uomini, Vicious, in seguito a una trattativa di pace con un clan rivale; la notizia tuttavia viene insabbiata e tutto ciò che trapela è la morte del capo del clan rivale, il cui presunto colpevole viene identificato proprio in Yenrai. Incuriosito, Spike lascia il Bebop e si reca da Ani, sua vecchia conoscenza e informatrice, che gli rivela dell'omicidio compiuto in seno al Red Dragon ad opera dell'insidioso Vicious, odiato rivale di Spike che, nei tre anni passati da quando questi lasciò il cartello criminale simulando la sua morte, ha acquisito sempre più potere. Sentita la storia il cacciatore di taglie decide di vendicare colui che fu suo mentore e regolare i conti col rivale, accennando per la prima volta a Jet qualcosa del suo passato. Nel frattempo anche Faye si mette sulle tracce di Mao finendo con l'essere catturata da Vicious e usata come merce di scambio per attirare Spike in una cattedrale dove regolare i conti. Quando Spike si presenta all'appuntamento ha luogo una battaglia all'ultimo sangue, che si conclude nel momento in cui il cacciatore di taglie viene scaraventato da un rosone, poco prima d'essere riuscito a far detonare una granata nell'edificio. Durante la caduta Spike rivede la sua vita in una sequenza di flashback confusi; tre giorni dopo si risveglia malconcio mentre è accudito da Faye. Note: La sceneggiatura dell'episodio è di Michiko Yokote; il luogo e le dinamiche dello scontro tra Spike e Vicious ricordano sia The Killer di John Woo che Il corvo - The Crow di Alex Proyas. |                             |                  |
| 6  | Sympathy for the Devil 「悪魔を憐れむ歌」 - Akuma o awaremu uta | 27 novembre 1998 (TV WOWOW) | 2 dicembre 1999  |
| 6  | In un confuso incubo Spike ricorda dell'incidente in cui perse l'occhio destro e dell'operazione grazie alla quale fu ricostruito. Durante la caccia a Giraffe, un criminale accusato del furto di un frammento di meteorite da un laboratorio di ricerca su Marte, questi viene trovato morto per essersi apparentemente gettato dalla finestra. Lo scetticismo di Jet sulla questione porta però lui, Spike e Faye a svolgere ulteriori indagini, le quali fanno emergere la verità dietro a Wen, apparentemente bambino prodigio dell'armonica cui il criminale faceva da manager, in realtà sadica vittima sopravvissuta all'incidente del gate sperimentale (il dispositivo che permette i viaggi iperspaziali a differenza di fase) il cui corpo ha smesso di invecchiare ed è immune a qualsiasi arma. La roccia rubata da Giraffe è in realtà stata anch'essa danneggiata dall'esplosione del gate, cosa che la rende la sola cosa capace di uccidere Wen. Giraffe, stanco della malvagità dell'essere, che ha compiuto centinaia di omicidi per tenere nascosto il suo segreto, aveva tentato di porre fine alla sua esistenza senza però riuscirci. Sarà dunque Spike a chiudere la faccenda sparando in fronte a Wen con un proiettile realizzato da Jet dal frammento di meteorite. Note: La sceneggiatura dell'episodio è di Keiko Nobumoto, il titolo fa riferimento al brano Sympathy for the Devil dei Rolling Stones. |                             |                  |
| 7  | Heavy Metal Queen 「ヘヴィ・メタル・クイーン」 - Hevi Metaru Kuīn | 17 aprile 1998 (TV Tokyo)   | 9 dicembre 1999  |
| 7  | La ciurma del Bebop è sulle tracce di un pericoloso dinamitardo di nome Decker. Non conoscendo il suo aspetto, per trovarlo, Spike e Faye piantonano diversi bar; in uno di questi Spike rimane coinvolto in una rissa e stringe amicizia con VT, irruenta trasportatrice spaziale il cui nome è tanto avvolto dal mistero da aver dato vita a numerose scommesse per indovinarlo. Nel momento in cui essa scopre che il ragazzo è un cacciatore di taglie lo tratta però con disprezzo definendolo "la feccia della società", questo non le impedisce tuttavia di allearsi con lui nel momento in cui il ricercato provoca un incidente che coinvolge un suo collega e mette a rischio l'integrità di un asteroide carico di materiale infiammabile. Nonostante il rischio di rimanere coinvolti nell'esplosione dell'asteroide, Spike, Faye e VT riescono a mettersi in salvo, causando la morte accidentale di Decker e perdendo di conseguenza la taglia. Il cowboy dello spazio riesce infine a identificare la trasportatrice come Victoria Terpsichore, moglie del leggendario cacciatore di taglie Ural Terpsichore, deceduto durante un lavoro; fatto che ha probabilmente provocato l'attrito della donna nei confronti di tale attività. Note: La sceneggiatura dell'episodio è di Michiko Yokote; il nome di Decker deriva dal protagonista del film Blade Runner di Ridley Scott mentre le iniziali di VT sono le stesse di Valentina Tereškova, la prima donna ad aver camminato nello spazio. |                             |                  |
| 8  | Waltz for Venus 「ワルツ・フォー・ヴィーナス」 - Warutsu Fo Vīnasu | 24 aprile 1998 (TV Tokyo)   | 16 dicembre 1999 |
| 8  | Dopo aver incassato la taglia su un trio di hijacker dalle autorità di Venere, Spike si imbatte in Rocco Bonnaro, ragazzo esuberante che, rimasto impressionato dalle sue capacità dopo averlo visto sconfiggere una serie di uomini davanti allo spazioporto, lo supplica di insegnargli il Jeet Kune Do con tanta insistenza da far sì che Spike acconsenta. I due fanno rapidamente amicizia e Rocco lo supplica di custodire per lui una pianta denominata Grey Ash fino a quella sera. Viene inoltre rivelato che la pianta è stata rubata dal ragazzo al malavitoso Piccaro Calvino e vale milioni in quanto in grado di curare il Disagio di Venere, malattia da cui è affetta la sorella del ragazzo, Stella. Nonostante il cacciatore di taglie venga a conoscenza di tale informazione, decide comunque di riconsegnare la pianta a Rocco nel luogo da essi prestabilito ma, malauguratamente, all'appuntamento irrompono anche gli uomini di Calvino i quali, nello scontro che segue, vengono sconfitti da Spike e Faye, riuscendo tuttavia a ferire mortalmente Rocco che, morendo, domanda a Spike se ritiene sarebbero potuti essere amici qualora si fossero incontrati prima. In tutta risposta, Spike consegna in seguito la Grey Ash a Stella affinché recuperi la vista come sempre desiderato da Rocco. Note: La sceneggiatura dell'episodio è di Michiko Yokote. |                             |                  |
| 9  | Jamming with Edward 「ジャミング・ウィズ・エドワード」 - Jamingu Wizu Edowādo | 1º maggio 1998 (TV Tokyo)   | 23 dicembre 1999 |
| 9  | MPU, l'intelligenza artificiale di un vecchio satellite terrestre, sviluppa una sorta di coscienza e, stanco della solitudine, inizia a connettersi ad altri satelliti bombardando con dei laser la Terra e disegnando profili di animali. Credendo si tratti di atti di vandalismo nei confronti dell'ormai disabitato pianeta, le autorità mettono una taglia sullo sconosciuto colpevole, cosa che, pur lasciando Spike indifferente, cattura subito l'interesse di Faye e Jet, che sospettano il colpevole essere il misterioso hacker Radical Edward. Nel momento in cui questi li contatta personalmente, egli si rivela a sorpresa una ragazzina preadolescente. Spike, Jet e Faye si alleano quindi con lei per disattivare il satellite, prima che compia danni ancora maggiori e in cambio le promettono di prenderla a bordo del Bebop. Note: La sceneggiatura dell'episodio è di Dai Satō; MPU è ispirato ad HAL 9000, antagonista di 2001: Odissea nello spazio, mentre il titolo fa riferimento all'album Jamming with Edward! dei Rolling Stones. |                             |                  |
| 10 | Ganymede Elegy 「ガニメデ慕情」 - Ganimede bojō | 8 maggio 1998 (TV Tokyo)    | 6 gennaio 2000   |
| 10 | Dopo che la ciurma del Bebop approda su Ganimede per incassare la taglia della loro ultima preda, Jet scopre da un suo vecchio amico dei tempi in cui lavorava nell'Intra Solar System Police (ISSP) col soprannome di "Black Dog", che la sua ragazza di allora, Alisa, gestisce un bar chiamato La Fin presso il porto della città. Intenzionato a scoprire il motivo per cui essa l'abbia lasciato senza dirgli una parola sette anni prima, Jet si reca da lei scoprendo che il suo nuovo compagno è Rhint Celonias, un ricercato. Dopo aver ultimato l'arresto dell'uomo, Alisa gli confessa che il motivo per cui lo lasciò anni prima fu che non voleva più essere dipendente da nessuno e prendere le proprie decisioni da sola, anche a costo di sbagliare. Note: La sceneggiatura dell'episodio è di Akihiko Inari, il soprannome di Jet nell'ISSP è un riferimento al brano Black Dog dei Led Zeppelin. |                             |                  |
| 11 | Toys in the Attic 「闇夜のヘビィ・ロック」 - Yamiyo no hebii rokku | 15 maggio 1998 (TV Tokyo)   | 13 gennaio 2000  |
| 11 | Il Bebop affronta una placida traversata nei pressi della cintura asteroidale e il suo equipaggio trascorre il tempo oziando nella noia più totale e rimuginando tra i propri pensieri quando, improvvisamente, una creatura misteriosa, apparentemente entrata clandestina sull'astronave, aggredisce e infetta con una sorta di escoriazione Jet, Faye e Ein. Spike si arma dunque per affrontare l'essere con un lanciafiamme ma finisce con l'essere infettato a sua volta. Ed, unico membro dell'equipaggio rimasto in salute, divora poi la creatura nel dormiveglia senza nemmeno accorgersene. Note: La sceneggiatura dell'episodio è di Michiko Yokote; lo scontro tra Spike e la creatura aliena omaggia i film Alien e Aliens - Scontro finale, il titolo fa riferimento all'album Toys in the Attic degli Aerosmith. |                             |                  |
| 12 | Jupiter Jazz (part 1) 「ジュピター・ジャズ（前編）」 - Jupitā Jazu (zenpen) | 22 maggio 1998 (TV Tokyo)   | 20 gennaio 2000  |
| 12 | Vicious viene incaricato dai Van, capi del Red Dragon Crime Syndicate, di gestire un'operazione per l'acquisto di una partita di droga Red Eye su Callisto e gli viene assegnato come guardia del corpo un ragazzo di nome Lin. Nel frattempo Faye fugge dal Bebop poiché spaventata dall'affetto che inizia a nutrire verso i compagni e si rifugia su Callisto. Nel cercarla Ed intercetta una comunicazione criminale con nome "Julia", cosa che porta Spike a recarsi in tutta fretta sul planetoide litigando con Jet, il quale precisa che se andrà potrà fare a meno di tornare. Ubriacatasi in un bar, Faye trova ospitalità da un sassofonista di nome Gren ma, in seguito, scopre da una foto nel suo appartamento che questi conosce Vicious e deve incontrarlo per vendergli una partita di droga. Intenzionata a vederci chiaro, Faye irrompe nel suo bagno mentre questi si sta facendo la doccia e lo scopre essere ermafrodita. Contemporaneamente, Spike incontra Vicious e lo rimprovera per aver usato il nome della donna amata come codice per una compravendita di Red Eye. Prima che i due possano affrontarsi, tuttavia, Lin si frappone sparando un colpo al petto di Spike. Note: La sceneggiatura dell'episodio è di Keiko Nobumoto. Oltre al finale, è il solo doppio episodio della serie. |                             |                  |
| 13 | Jupiter Jazz (part 2) 「ジュピター・ジャズ（後編）」 - Jupitā Jazu (kōhen) | 29 maggio 1998 (TV Tokyo)   | 27 gennaio 2000  |
| 13 | Gren ammanetta Faye e le racconta di come, dopo la guerra di Titano, Vicious, suo commilitone, lo tradì facendolo arrestare con l'accusa di spionaggio portandolo alla pazzia e alla dipendenza da droghe sperimentali che ne hanno alterato l'apparato endocrino. Spike, nel frattempo, ha una serie di flashback su Vicious, Julia e Faye; dopodiché si risveglia scoprendo che il proiettile di Lin era semplice tranquillante, dunque si reca all'inseguimento del rivale che, nel frattempo, si è incontrato con Gren il quale si appresta a ucciderlo per vendicarsi di quanto subito. Nello scontro che ne segue Lin, non smentendo la sua lealtà al Red Dragon, si sacrifica per proteggere Vicious e Gren trova la morte per mano dell'ex-commilitone che riesce impunemente a fuggire. Come ultima richiesta, l'ex-soldato chiede a Spike di aiutarlo a salire a bordo del suo hovercraft per poter morire in un ultimo viaggio verso Titano. Jet soccorre Faye nell'appartamento di Gren e la riaccompagna sul Bebop dove, poco dopo, fa ritorno anche Spike, prontamente riaccolto. Note: La sceneggiatura dell'episodio è di Keiko Nobumoto. Oltre al finale, è il solo doppio episodio della serie. |                             |                  |
| 14 | Bohemian Rhapsody 「ボヘミアン・ラプソディ」 - Bohemian Rapusodi | 5 giugno 1998 (TV Tokyo)    | 3 febbraio 2000  |
| 14 | Chessmaster Hex, geniale programmatore informatico e creatore dei Gate iperspaziali è furente con la Gate Corporation, rea d'aver volutamente inserito dei difetti nel programma al fine di garantire ulteriormente le proprie entrate economiche con le manutenzioni. Egli minaccia quindi di diffondere, nel giro di 50 anni, un programma capace di sabotare i Gate e permettere ai criminali di dirottarne i caselli astrali. Nonostante la taglia messa sulla sua testa dai dirigenti della corporazione lo renda a tutti gli effetti il criminale più ricercato del sistema solare, alla vigilia della data promessa Hex è ancora latitante; la ciurma del Bebop riesce però a localizzarlo dopo una lunga serie di indagini e intercettazioni da parte di Ed. Scoprono così che l'uomo è affetto da demenza senile e, ipotizzando che non costituisca più un pericolo in quanto incapace di ricordarsi del programma che minacciava di lanciare, patteggiano con la Gate Corporation per garantire la sua assoluzione. Note: La sceneggiatura dell'episodio è di Dai Satō, il titolo è un riferimento al brano Bohemian Rhapsody dei Queen. |                             |                  |
| 15 | My Funny Valentine 「マイ・ファニー・ヴァレンタイン」 - Mai Fanī Varentain | 12 giugno 1998 (TV Tokyo)   | 10 febbraio 2000 |
| 15 | Faye, in un momento di malinconia, inizia a raccontare a Ein quanto ricorda del proprio passato. Risvegliatasi priva di memoria nella clinica per ibernazione Cold Sleep dopo 54 anni, l'unico dato certo sulla sua identità era il nome di battesimo poiché ogni altra informazione andò persa a causa dell'incidente del Gate. Dunque fu il medico curante ad attribuirle il cognome fittizio "Valentine". Spaesata e piena di debiti a causa della lunga degenza ospedaliera, in suo sostegno interviene l'avvocato Whitney Hagas Matsumoto, del quale si innamora. Nel momento in cui i suoi creditori iniziano a cercarla, Whitney si sacrifica affinché Faye possa ereditare il suo patrimonio; tuttavia, con esso, la ragazza si assume anche i debiti dell'uomo, e, rifiutandosi di pagarli, decide di fuggire iniziando la sua vita da truffatrice. Terminato il racconto Spike emerge da dietro una porta rivelando di avere sentito tutto. Poco dopo Jet rientra portando con sé un ricercato minore, il quale si rivela essere proprio Whitney, che si è servito della ragazza per sfuggire alla sua vita e ai suoi debiti, simulando la sua morte in modo da poter iniziare una nuova vita di truffe. Inferocita, Faye lo porta personalmente in prigione e incassa la taglia; successivamente Spike la esorta a dimenticare il passato e a vivere il presente. Note: La sceneggiatura dell'episodio è di Keiko Nobumoto, il titolo è un riferimento al brano My Funny Valentine di Chet Baker. Nell'edizione doppiata in italiano è presente un errore: il tempo in cui Faye è rimasta in ibernazione è indicato essere di 514 anni anziché 54. |                             |                  |
| 16 | Black Dog Serenade 「ブラック・ドッグ・セレナーデ」 - Burakku Doggu Serenāde | 12 febbraio 1999 (TV WOWOW) | 17 febbraio 2000 |
| 16 | Udai Taxim, un pericoloso sicario della mafia europea dirotta l'astronave-prigione su cui lui e altri condannati erano stati stipati per essere trasferiti in un nuovo carcere di massima sicurezza. Fad, vecchio collega di Jet ai tempi dell'ISSP, col quale ha contribuito all'arresto di Udai, operazione nella quale il cacciatore di taglie perse il braccio sinistro, contatta dunque l'amico per proporgli di aiutarlo a risolvere la situazione. Jet si lascia convincere, riesce a salire a bordo dell'astronave-prigione e nel confronto finale con Udai, questi gli rivela che a sparargli fu Fad, corrotto dalla mafia e desideroso di allontanare il collega dalle indagini. Le parole del killer vengono confermate dallo stesso Fad, che lo uccide per aver rivelato quel particolare. Incredulo della scoperta, Jet affronta il vecchio amico e lo uccide in uno scontro a fuoco; prima di morire Fad confessa di averlo voluto sul caso perché nutriva veramente nostalgia dei vecchi tempi (inoltre è implicito che volesse morire per mano del suo amico perché nel caricatore della sua pistola c'era solo un colpo). Abbattuto, Jet, prima di andarsene, sistema il cadavere dell'uomo di modo da lasciar supporre a chi ne troverà il corpo una morte eroica nello scontro con i malviventi. Note: La sceneggiatura dell'episodio è di Michiko Yokote. |                             |                  |
| 17 | Mushroom Samba 「マッシュルーム・サンバ」 - Masshurūmu Sanba | 19 febbraio 1999 (TV WOWOW) | 24 febbraio 2000 |
| 17 | In viaggio tra Io ed Europa, il Bebop rimane a corto di razioni alimentari per colpa di alcune razzie alla stiva da parte di Faye. Atterrati sul satellite, Ed vi si avventura con Ein finendo per entrare casualmente in possesso di alcuni funghi allucinogeni che decide di far provare agli altri membri della ciurma prima di mangiare. Dopo aver visto gli effetti provocati sui compagni dai funghi, tuttavia, la ragazzina li lascia a bordo dell'astronave in stato confusionale e si avventura nuovamente all'esterno dopo aver visto un episodio del programma Big Shot e aver riconosciuto nel ricercato della settimana, Domino Walker, l'uomo da cui si è procurata i funghi. Nel momento in cui riesce a raggiungere il ricercato e a metterlo con le spalle al muro, questi, facendo leva sulla sua evidente fame, la convince a lasciarlo andare in cambio di alcuni shiitake. Note: La sceneggiatura dell'episodio è di Michiko Yokote e Shin'ichirō Watanabe. É presente un omaggio a Django. Quando compare in scena per la prima volta Domino Walker quest'ultimo viene minacciato da un ex cliente che trascina una bara. |                             |                  |
| 18 | Speak Like a Child 「スピーク・ライク・ア・チャイルド」 - Supīku Raiku a Chairudo | 19 giugno 1998 (TV Tokyo)   | 2 marzo 2000     |
| 18 | Mentre Faye è lontana dal Bebop intenta a giocarsi tutti i soldi di una taglia recentemente incassata tra casinò e corse dei cavalli, sull'astronave viene recapitato un pacco indirizzato a lei il quale, una volta aperto da Spike e Jet, rivela contenere una videocassetta Betamax. Non sapendo di cosa si tratti, in quanto tecnologia primitiva nel loro secolo, i due, incuriositi, si mettono sulle tracce di un lettore capace di mostrare le immagini incisevi. Una volta trovatolo scoprono che si tratta di un filmato realizzato da Faye da ragazzina assieme alle sue compagne di classe. Quella sera la ragazza, dopo essere rientrata, visiona a sua volta il nastro ma nessuna delle immagini sul video le risulta familiare cosa che la rattrista profondamente. Note: La sceneggiatura dell'episodio è di Akihiko Inari, Shōji Kawamori e Aya Yoshinaga, il titolo fa riferimento al brano Speak Like a Child di Herbie Hancock. |                             |                  |
| 19 | Wild Horses 「ワイルド・ホーセス」 - Wairudo Hōsesu | 5 marzo 1999 (TV WOWOW)     | 9 marzo 2000     |
| 19 | Dopo l'ennesimo danno riportato durante una missione, Spike va sulla Terra per far riparare il suo hovercraft, lo Swordfish II, dal suo proprietario originale e progettista, Doohan. Contemporaneamente Jet e Faye danno la caccia a un gruppo di pirati spaziali che, tramite alcuni virus informatici riescono a prendere il controllo delle navicelle altrui. Per una serie di coincidenze i pirati finiscono per passare attorno all'orbita terrestre e lì Spike si ricongiunge ai compagni per dar loro manforte in una battaglia aerea a bordo dell'astronave appena riparata. Sfortunatamente, durante lo scontro, pur uscendo vittorioso, subisce diversi danni e la Swordfish II precipita verso la superficie terrestre. A soccorrerlo è lo stesso Doohan a bordo di una sua versione rimodellata dello Space Shuttle Columbia. Note: La sceneggiatura dell'episodio è di Akihiko Inari; nella realtà il Columbia si disintegrò durante il rientro nell'atmosfera il 1º febbraio 2003 (quasi quattro anni dopo la trasmissione dell'episodio), il titolo è un riferimento al brano Wild Horses dei Rolling Stones. |                             |                  |
| 20 | Pierrot le Fou 「道化師の鎮魂歌」 - Dōkeshi no chinkonka | 12 marzo 1999 (TV WOWOW)    | 16 marzo 2000    |
| 20 | All'uscita di un bar su Marte, Spike assiste per caso a un delitto da parte di Mad Pierrot, serial killer psicopatico con un passato da cavia in un esperimento volto a creare un supersoldato che, dopo aver ucciso i responsabili delle sue agonie (un ente detto "Sezione 13") ha iniziato a provare gusto nell'atto di togliere la vita agli altri. Dal momento che il cacciatore di taglie è divenuto testimone oculare di un suo omicidio viene designato dal killer come vittima successiva; ragion per cui, miracolosamente sopravvissuto al primo scontro col superuomo riportando danni di lieve entità, Spike viene comunque contattato poco tempo dopo dall'ostinato killer, che lo invita a regolare i conti al parco dei divertimenti di "Spaceland". Spike si reca sul luogo da solo e ingaggia uno scontro all'ultimo sangue con Mad Pierrot venendo quasi ucciso non fosse per l'intervento di Faye, in apprensione pur senza volerlo ammettere, e l'esitazione dell'assassino nel momento in cui nota che la sua vittima designata ha gli occhi di due colori differenti come il gatto di uno degli scienziati che ha svolto esperimenti su di lui. Approfittando della distrazione, Spike lo ferisce a tradimento con un pugnale, fatto che porta la mente dell'uomo a un'incrinazione tale da mettersi a piangere (la sua mente infatti, a causa dei ripetuti esperimenti, aveva subito un processo di regressione tornando all'età infantile), dimenticarsi della sfilata di robot giganti nel luna park e venire schiacciato da uno di essi. Note: La sceneggiatura dell'episodio è di Sadayuki Murai, il titolo è un riferimento a Il bandito delle 11 (Pierrot le fou) di Jean-Luc Godard. Inoltre il personaggio di Mad Pierrot sembra anche essere un omaggio ai cattivi di Batman: presenta infatti molte caratteristiche del Joker (l'ossessione per pagliacci e parchi di divertimenti), del Pinguino in quanto ad abbigliamento, ma anche a un altro supercriminale meno noto: Tally Man. Questi infatti ha, come Mad Pierrot, un cilindro e una gorgiera bianca, un ghigno permanente, una personalità disturbata che rivela un'infanzia disastrata e alla sua prima apparizione lo si vede far fuori un gruppo di criminali. Inoltre Tally Man possiede anche la capacità di volare. |                             |                  |
| 21 | Boogie Woogie Feng Shui 「ブギ・ウギ・フンシェイ」 - Bugi Ugi Funshei | 19 marzo 1999 (TV WOWOW)    | 23 marzo 2000    |
| 21 | Ricevuta una criptica e-mail da un vecchio conoscente, Pao-Fa, Jet si reca a fargli visita trovando però solamente la sua tomba. L'uomo tuttavia non sembrerebbe essere propriamente morto ma solo scomparso in circostanze misteriose, motivo per il quale il cowboy decide di assistere la figlia di questi, Mei-Fa, esperta di feng shui, nella ricerca del genitore che è convinta essere ancora vivo. Seguendo una serie di indizi lasciati dall'uomo i due si mettono quindi sulle sue tracce, pedinati tuttavia da alcuni malavitosi affiliati a un'organizzazione criminale di cui Pao aveva fatto parte in gioventù e da cui aveva tentato di allontanarsi risultando in un attentato alla sua vita. Il tutto si rivela essere una messa in scena orchestrata dallo stesso Pao per costringere la figlia e Jet ad aiutarlo a farsi esplodere con una pericolosa sorgente di energia altamente esplosiva di cui è casualmente entrato in possesso. Note: La sceneggiatura dell'episodio è di Sadayuki Murai e Shin'ichirō Watanabe. |                             |                  |
| 22 | Cowboy Funk 「カウボーイ・ファンク」 - Kaubōi Fanku | 26 marzo 1999 (TV WOWOW)    | 30 marzo 2000    |
| 22 | La ciurma del Bebop è all'inseguimento di "Teddy Bomber", un dinamitardo che fa saltare in aria, per protesta al capitalismo, gli edifici sfarzosi riempiendo di esplosivo degli orsetti di peluche. Nella loro missione sono tuttavia ostacolati da Andy Von De Oniyate ricco, incompetente, egocentrico, testardo ed egoista cacciatore di taglie che si serve di un curioso gimmick da cowboy classico. Preso immediatamente in antipatia da Spike, la cattura del dinamitardo passa in secondo piano in favore di una lotta senza quartiere tra i due caparbi cacciatori di taglie. Alla fine della giornata tuttavia, l'eccentrico Andy riconosce il talento di Spike e abbandona il costume da cowboy in favore di uno da samurai. Note: La sceneggiatura dell'episodio è di Keiko Nobumoto, il ricercato è basato su Theodore Kaczynski. |                             |                  |
| 23 | Brain Scratch 「ブレイン・スクラッチ」 - Burein Sukuracchi | 2 aprile 1999 (TV WOWOW)    | 13 aprile 2000   |
| 23 | All'insaputa dei compagni, Faye si infiltra nella SCRATCH, una setta che crede nella digitalizzazione della propria coscienza per poter vivere in eterno su internet come pura anima e sul cui sinistro fondatore, il dottor Londes, è stata messa una cospicua taglia. Scoperto il fatto, anche Spike, Jet e Ed si mettono sulle tracce del santone scoprendo che il congegno usato dai suoi adepti per "digitalizzare l'anima" è in realtà in grado di paralizzare progressivamente il nervo simpatico dando una lenta morte all'utilizzatore. Indagando ognuno in differenti direzioni, la ciurma del Bebop riesce dunque a scoprire l'agghiacciante verità che non esiste nessun dottor Londes, difatti l'intera operazione è stata orchestrata da un ragazzo comatoso che aveva imparato come eludere la sua condizione attraverso la rete e vi ha, tramite lavaggio del cervello, attirato sempre più persone per non sentirsi solo. Mentre Jet recide il collegamento tra il giovane e la rete, Spike riesce in estremis a soccorrere Faye prima che la coscienza di quest'ultima svanisca. Note: La sceneggiatura dell'episodio è di Dai Satō. |                             |                  |
| 24 | Hard Luck Woman 「ハード・ラック・ウーマン」 - Hādo Rakku Ūman | 9 aprile 1999 (TV WOWOW)    | 20 aprile 2000   |
| 24 | Una sera, mentre Faye osserva la videocassetta Betamax rimuginando sul fatto che non le risvegli alcun ricordo, Ed le rivela di conoscere uno dei luoghi che compare nelle riprese. Entusiasta dell'idea di scoprire qualcosa sul suo passato, Faye dirotta dunque il Bebop sulla Terra, nei pressi del luogo indicatole da Ed, ossia l'orfanotrofio dove quest'ultima è cresciuta. Qui entrambe hanno una sorpresa: Ed scopre da una delle suore che suo padre era venuto a cercarla alcuni mesi prima e Faye viene avvicinata da una donna anziana, che si rivela essere una sua ex-compagna di scuola. Sconvolta, la donna fugge via e fa ritorno sul Bebop. Poco dopo però, facendo la doccia, la memoria le ritorna completamente ed essa, euforica, si dirige in tutta fretta al luogo in cui ricorda d'aver vissuto, consigliando anche a Ed di fare lo stesso e tornare da suo padre. Seguendo il consiglio della donna, Ed decide di partire portando con sé Ein e lasciandosi alle spalle una girandola e un emoticon con la scritta "BYE BYE" disegnata sul ponte dell'astronave. Quella sera stessa Jet e Spike scoprono della partenza delle compagne e reagiscono con un malinconico silenzio; nel frattempo tutto ciò che Faye trova della sua casa di un tempo sono un cumulo di macerie. Rassegnata, traccia per terra il perimetro di quello che un tempo era il suo letto e si sdraia alla luce del tramonto. Note: La sceneggiatura dell'episodio è di Michiko Yokote, il titolo è un riferimento al brano Hard Luck Woman dei Kiss. |                             |                  |
| 25 | The Real Folk Blues (part 1) 「ザ・リアル・フォークブルース（前編）」 - Za Riaru Fōkuburūsu (zenpen) | 16 aprile 1999 (TV WOWOW)   | 27 aprile 2000   |
| 25 | Abbattuti, pur senza volerlo ammettere, per le amiche perdute, Jet e Spike si recano a un bar ad affogare i dispiaceri nell'alcol, ignari che nel frattempo i capi del Red Dragon Crime Syndicate, abbiano dato ordine di uccidere tutti gli ex-membri dell'organizzazione a seguito di un tentato colpo di Stato da parte di Vicious. Raggiunti dai sicari dell'organizzazione, i due cacciatori di taglie intraprendono uno scontro a fuoco in cui Jet rimane ferito alla gamba sinistra da un proiettile; tuttavia riescono a fuggire rifugiandosi sul Bebop, anche grazie all'aiuto di Shin, gemello di Lin fedele a Julia che lo mette al corrente degli eventi. Mentre Vicious si libera dalla prigionia un istante prima della sua esecuzione e stermina i Van divenendo il nuovo leader del Red Dragon, Faye si imbatte per caso in Julia e la soccorre dai suoi inseguitori; quest'ultima, prima di sparire nel nulla, si rende conto che la ragazza conosce Spike e le chiede di informarlo che l'aspetterà "dove sa lui". Rientrata al Bebop, Faye riferisce dunque tale messaggio al destinatario che, per tutta risposta, si reca al cimitero vicino alla chiesa dove tre anni prima attese invano l'arrivo della donna amata che, stavolta, è lì presente ad attenderlo. Note: La sceneggiatura dell'episodio è di Keiko Nobumoto. |                             |                  |
| 26 | The Real Folk Blues (part 2) 「ザ・リアル・フォークブルース（後編）」 - Za Riaru Fōkuburūsu (kōhen) | 23 aprile 1999 (TV WOWOW)   | 4 maggio 2000    |
| 26 | Ricongiuntosi con Julia, Spike decide di fuggire il più lontano possibile dagli uomini del Red Dragon, ora comandati da Vicious; e per farlo si dirige dalla fidata informatrice Ani. La trova tuttavia già assassinata dai sicari dell'organizzazione, i quali attendevano lui e Julia in una trappola, da cui solamente il cacciatore di taglie riesce a uscire. Disperato per la morte della donna amata, Spike fa ritorno un'ultima volta al Bebop chiedendo a Jet di preparargli qualcosa da mangiare. Dopo che l'uomo esaudisce tale richiesta, Spike gli racconta la sua vita sotto forma di favola e si fa un'ultima risata assieme a lui, per poi dirigersi all'hangar e imbattersi in Faye, la quale, addolorata, gli punta la pistola nel tentativo di fermarlo e lo implora di non gettare la sua vita. Spike replica che la sua decisione di andare da solo serve a dimostrare a sé stesso se è ancora vivo o no; detto ciò si allontana e Faye scarica i colpi della sua pistola a vuoto, per poi abbandonarsi al pianto. Grazie all'effetto sorpresa, Spike fa irruzione nella base del Red Dragon e, con la collaborazione di Shin, che arriva a sacrificare la sua vita, giunge fino al cospetto del rivale e a ucciderlo a seguito di una cruenta battaglia. In seguito, dopo aver puntato il dito contro gli ultimi uomini rimasti mimando una pistola, si accascia al suolo privo di sensi. Note: La sceneggiatura dell'episodio è di Keiko Nobumoto. |                             |                  |
| XX | Yose atsume blues 「よせあつめブルース」 - Yose atsume burūsu | 26 giugno 1998              | inedito          |
| XX | A causa della violenza mostrata durante gli episodi, e degli atti di violenza che stavano avvenendo nello stesso periodo in Giappone, la serie venne interrotta per breve tempo e fu realizzato e trasmesso l'episodio speciale Yose atsume blues. In esso i personaggi offrono un commento filosofico alla serie. Note: La sceneggiatura dell'episodio è di Keiko Nobumoto e Shin'ichirō Watanabe. |                             |                  |